# Giacomo Varalda
Giacomo Varalda (fl. XX secolo) è stato un calciatore italiano, di ruolo attaccante.

## Carriera
Nella stagione 1928-1929 milita nella Biellese, con la cui maglia disputa 22 gare nel campionato di Divisione Nazionale.